# Trilogia della morte

Una scena di Paura nella città dei morti viventi

La cosiddetta trilogia della morte si riferisce a tre film horror-splatter, diretti dal regista italiano Lucio Fulci tra il 1980 e il 1981 e interpretati dall'attrice britannica Catriona MacColl.

Una scena di ...e tu vivrai nel terrore! - L'aldilà

Le pellicole facenti parte della trilogia sono:
- Paura nella città dei morti viventi (1980)
- ...e tu vivrai nel terrore! - L'aldilà (1981)
- Quella villa accanto al cimitero (1981)

Una scena di Quella villa accanto al cimitero

## Caratteristiche della trilogia
La trilogia della morte è caratterizzata da trame surreali e oniriche, oltre che da una messa in scena estremamente violenta e splatter. Una delle caratteristiche principali della trilogia è il riferimento ad alcuni classici della letteratura horror-gotica. Molti sono infatti i riferimenti alle opere di scrittori quali Howard Phillips Lovecraft ed Edgar Allan Poe.
Paura nella città dei morti viventi è il primo horror in cui Fulci sperimentò una sceneggiatura libera dalla sintassi convenzionale, dove niente è spiegato o spiegabile.
...e tu vivrai nel terrore! - L'aldilà, considerato il capolavoro del regista romano, porta all'estremo le sperimentazioni narrative e aggiunge un tocco di poesia in più.
Quella villa accanto al cimitero è l'ultimo film della trilogia, e presenta una sceneggiatura più convenzionale e meno effetti splatter. Il film, per il suo insieme di orrore, splatter e suspense, è considerato il più pauroso della trilogia.